# Hindenburg (Templin)
Hindenburg ist ein Ortsteil der amtsfreien Stadt Templin im Landkreis Uckermark in Brandenburg.

## Geographie
Der Ort liegt vier Kilometer südwestlich von Templin. Die Nachbarorte sind Dorettenhof im Norden, Waldhof, Templin und Schulenburgslust im Nordosten, Reinfeld im Osten, Heinrichshof im Südosten, Werderhof im Süden, Alsenhof im Südwesten, Hohenfelde im Westen sowie Röddelin im Nordwesten.

## Geschichte
Die erste schriftliche Erwähnung des Ortes stammt aus dem Jahr 1369. In dieser Urkunde wurde für den Ort der Name Hindenborch verzeichnet.